# Andre De Grasse
Pour les articles homonymes, voir De Grasse.
Andre De Grasse (né le 10 novembre 1994 à Scarborough) est un athlète canadien, spécialiste des épreuves de sprint.
Il remporte trois médailles aux Jeux olympiques de Rio : celles de bronze sur 100 m et dans le relais 4 × 100 m, et celle d'argent sur 200 m, derrière Usain Bolt. Aux Jeux de Tokyo 2020, il est tout d'abord à nouveau médaillé de bronze sur 100 m avant d'être sacré champion olympique du 200 m le 4 août 2021, s'imposant en finale en 19 s 62. Il totalise dès lors six médailles olympiques, dont une en or.
Andre De Grasse est le premier Canadien à être passé, en 2015, sous la barre des 10 secondes au 100 mètres et des 20 secondes au 200 mètres.

## Biographie

### Jeunesse
Enfant hyperactif, Andre De Grasse grandit dans un milieu modeste et découvre le sport très jeune grâce à sa mère qui l’inscrit au football, au baseball puis au basket afin de canaliser son énergie. Fan de Michael Jordan, de Kobe Bryant et des Raptors de Toronto, il rêve de devenir une star de la NBA.

### Triple médaillé olympique à Rio (2016)

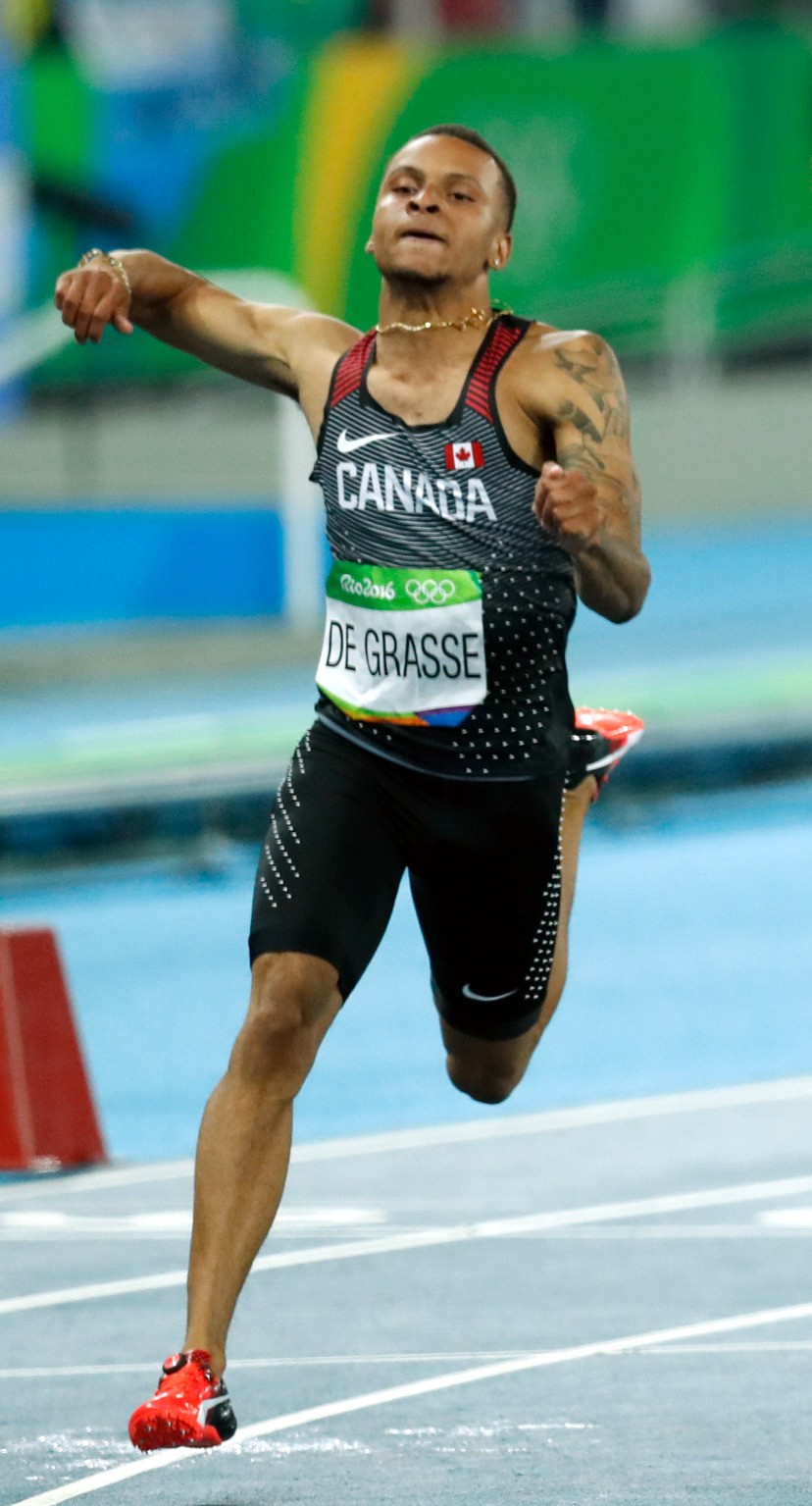
Andre De Grasse lors de la finale du 100 m des Jeux olympiques de Rio.

Le 13 août 2016, en avant-midi, en qualification du 100 m des Jeux olympiques de Rio, De Grasse remporte avec facilité sa vague avec un temps de 10 s 04 devant le japonais Aska Cambridge (10 s 13) et le chinois Bingtian Su (10 s 17). Le lendemain, en demi-finale, il court nullement intimidé à côté d'Usain Bolt (9 s 86) et se permet des regards en direction des autres concurrents de sa vague de qualification et termine 2e de la course en 9 s 92, record personnel égalé. Une heure plus tard, en finale, il porte son record à 9 s 91 pour décrocher la médaille de bronze derrière Usain Bolt (9 s 81) et Justin Gatlin (9 s 89), remportant ainsi sa 1re médaille olympique.
Trois jours plus tard, il remporte aisément sa vague de qualification du 200 m en 20 s 09, meilleure performance de la saison, devant le britannique Nethaneel Mitchell-Blake (20 s 24) et le trinidadien Rondel Sorrillo (20 s 27). Le lendemain, De Grasse établit un nouveau record canadien en 19 s 80, à 2 centièmes seulement de Usain Bolt où les deux athlètes se regardent et rient ensemble sur la fin de course. Cette image capturée a fait parler d'elle en montrant le respect et l'amitié tout en ayant de l'adversité. Lors de la finale, le 18 août, De Grasse devient vice-champion olympique de la distance derrière Usain Bolt (19 s 78) en 20 s 02 et devant le Français Christophe Lemaitre (20 s 12).
Le même jour, en qualification du relais 4 × 100 m, De Grasse se qualifie en 37 s 89 derrière les équipes américaines (37 s 65) et chinoise (37 s 82). Le lendemain, 19 août, à la suite de la disqualification des Américains, il remporte la médaille de bronze en 37 s 64 établissant un record national derrière la Jamaïque (37 s 27) et le Japon (37 s 60).
Après une entrée difficile sur 100 m (10 s 20 et 10 s 10), Andre De Grasse retrouve les sensations le 21 mai lors du Jamaica International Invitational où il s'impose sur 200 m en 20 s 14, devant LaShawn Merritt (20 s 28). Le 8 juin, il s'empare de la première place du Golden Gala de Rome sur 200 m en 20 s 01 tout en décontraction devant Christophe Lemaitre (20 s 29).
Dix jours plus tard à Stockholm, il crée la sensation en remportant le 100 m en 9 s 69, le troisième meilleur chrono de l'histoire (à hauteur de Tyson Gay, Usain Bolt et Yohan Blake), mais malheureusement trop venté (+ 4,8 m/s) pour être homologué. Même si le temps n'est pas réaliste au vu de l'avantage que le vent lui a procuré, la course impressionnante qu'il a réalisée annonce du positif pour les Championnats du monde de Londres en août, dont il apparaît comme l'un des favoris au podium. Toutefois, Andre De Grasse annonce le 2 août, soit deux jours avant le début des épreuves, son forfait pour les Mondiaux à la suite d'une blessure à la cuisse. Il met fin à sa saison,.
Le 17 mars 2018, il déclare forfait pour les Jeux du Commonwealth de Gold Coast, s'estimant ne pas être au maximum de ses capacités.

### Retour en 2019 et nouvelles médailles mondiales
Durant l'année 2019, il reprend les compétitions ; le 30 mars avec du relais. Le 13 avril 2019, il fait sa première course individuelle et réalise 20 s et 20 millisecondes , soit 40 centièmes de moins que son record. Il participe ensuite aux Relais Mondiaux de l'IAAF et fait sa première course de 100 mètres le 21 mai, réalisant 10 s 09. Le 20 juin, à Ostrava, il réalise un temps de 19 s 91 sur le 200 mètres, soit à peu près son niveau de 2016. Maintenant qu'il a regagné son niveau sur 200 mètres, il reste le 100 mètres. Le 20 juillet 2019, il réalise sa première course de 100 mètres en dessous de 10 secondes avec un temps de 9 s 99. Après cela il participe aux Championnats Canadiens et termine deuxième à 3 millièmes de Aaron Brown sur un finish extrêmement serré. Il réalise un temps de 19 s 87 en Belgique pour en faire son record de la saison.
Il remporte la médaille de bronze des championnats du monde 2019 à Doha sur 100 m en 9 s 90, record personnel puis celle d'argent sur 200 m en 19 s 95.

### Champion olympique du 200 m et cinquième médaille aux Jeux (2021)

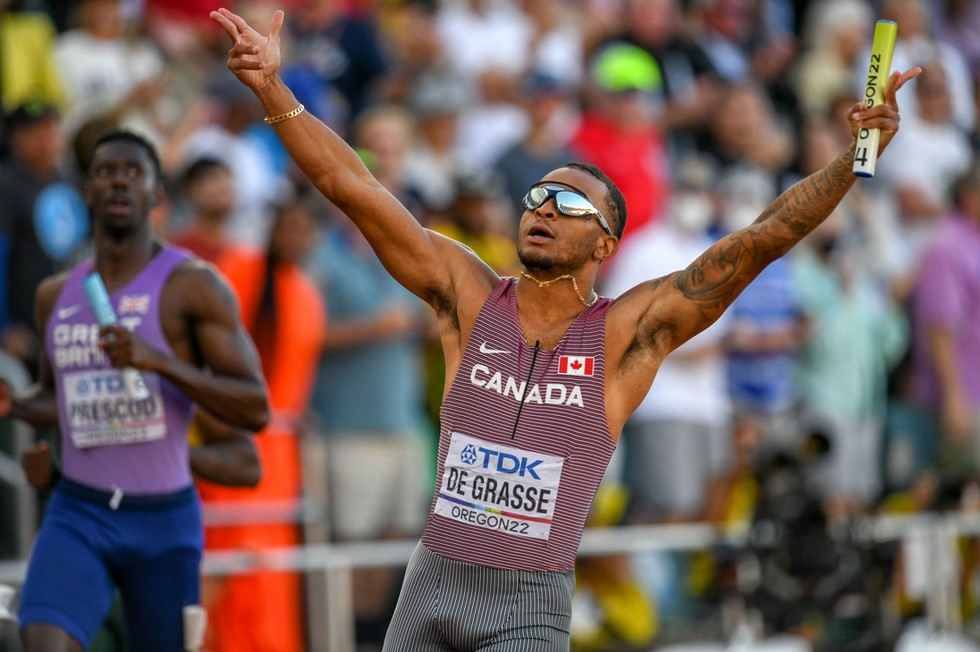
Arrivée du 4 × 100 m des championnats du monde 2022.

Aux Jeux olympiques de Tokyo en 2021, De Grasse réalise d'abord le meilleur temps des séries du 100 m avec un chrono en 9 s 91, tout près de son record personnel. Qualifié pour la finale grâce à un temps de 9 s 98, il réalise le même coup qu'à Rio en 2016 puisqu'il réussit à s'emparer de la médaille de bronze en battant à nouveau son record personnel en 9 s 89. Le 4 août, en finale du 200 m, il produit son effort à la sortie du virage, rattrape Noah Lyles dans la ligne droite, emmenant avec lui Kenneth Bednarek qu'il devance sur la ligne d'arrivée, s'imposant finalement en 19 s 62, nouveau record du Canada. Sa cinquième médaille olympique est en or,.
Le 23 juillet 2022, il remporte la médaille d'or du relais 4 × 100 m des championnats du monde 2022, à Eugene, en compagnie de Aaron Brown, Jerome Blake et Brendon Rodney, dans le temps de 37 s 48, nouveau record du Canada.

### Gagnant du 100m au East Coast Relays
Au East Coast Relays de 2024 à Gainesville, De Grasse gagne l'épreuve masculine avec un temps de 10.106 secondes. Toutefois, cette performance ne lui permet pas de se qualifier sur cette course au Jeux olympiques 2024, dont le seuil est de 10 secondes.
Il est nommé porte-drapeau de la délégation du Canada aux Jeux olympiques d'été de 2024 à Paris aux côtés de l'haltérophile Maude Charron.

## Vie privée
Il vit à Markham en Ontario et est entraîné par John Coghlan.
Le 23 juin 2018, Andre De Grasse accueille avec sa compagne Nia Ali, la vice-championne olympique du 100 m haies, son premier enfant. Il s'agit d'une fille, nommée Yuri.

## Palmarès

### International
| Date | Compétition           | Lieu             | Résultat | Épreuve   | Temps         |
| ---- | --------------------- | ---------------- | -------- | --------- | ------------- |
| 2015 | Jeux panaméricains    | Toronto          | 1er      | 100 m     | 10 s 05       |
| 2015 | Jeux panaméricains    | Toronto          | 1er      | 200 m     | 19 s 88       |
| 2015 | Championnats du monde | Pékin            | 3e       | 100 m     | 9 s 92        |
| 2015 | Championnats du monde | Pékin            | 3e       | 4 × 100 m | 38 s 13       |
| 2016 | Jeux olympiques       | Rio de Janeiro   | 3e       | 100 m     | 9 s 91        |
| 2016 | Jeux olympiques       | Rio de Janeiro   | 2e       | 200 m     | 20 s 02       |
| 2016 | Jeux olympiques       | Rio de Janeiro   | 3e       | 4 × 100 m | 37 s 64       |
| 2017 | Relais mondiaux       | Nassau           | finale   | 4 × 100 m | DNF           |
| 2017 | Relais mondiaux       | Nassau           | 1er      | 4 × 200 m | 1 min 19 s 42 |
| 2019 | Ligue de diamant      | Ligue de diamant | 3e       | 200 m     | 19 s 87       |
| 2019 | Championnats du monde | Doha             | 3e       | 100 m     | 9 s 90        |
| 2019 | Championnats du monde | Doha             | 2e       | 200 m     | 19 s 95       |
| 2021 | Jeux olympiques       | Tokyo            | 3e       | 100 m     | 9 s 89        |
| 2021 | Jeux olympiques       | Tokyo            | 1er      | 200 m     | 19 s 62       |
| 2021 | Jeux olympiques       | Tokyo            | 2e       | 4 × 100 m | 37 s 70       |
| 2022 | Championnats du monde | Eugene           | 1er      | 4 × 100 m | 37 s 48       |
| 2023 | Championnats du monde | Budapest         | 6e       | 200 m     | 20 s 14       |
| 2023 | Ligue de diamant      | Ligue de diamant | 1er      | 200 m     | 19 s 76       |
| 2024 | Relais mondiaux       | Nassau           | 2e       | 4 × 100 m | 37 s 89       |
| 2024 | Jeux olympiques       | Paris            | 1er      | 4 × 100 m | 37 s 50       |

## Records

### Records personnels
| Épreuve | Épreuve   | Temps        | Lieu         | Date           |
| ------- | --------- | ------------ | ------------ | -------------- |
| 60 m    | En salle  | 6 s 60       | Lincoln      | 7 février 2015 |
| 100 m   | Plein air | 9 s 89       | Tokyo        | 1er août 2021  |
| 200 m   | Plein air | 19 s 62 (NR) | Tokyo        | 4 août 2021    |
| 200 m   | En salle  | 20 s 26 (NR) | Fayetteville | 14 mars 2015   |

### Meilleures performances par année
| Année | Temps   | Date              | Lieu           | Rang |
| ----- | ------- | ----------------- | -------------- | ---- |
| 2012  | 10 s 59 | 11 juillet 2012   | Toronto        |      |
| 2013  | 10 s 25 | 29 juin 2013      | Windsor        |      |
| 2014  | 10 s 15 | 17 mai 2014       | Mesa           |      |
| 2015  | 9 s 92  | 23 août 2015      | Pékin          | 11   |
| 2016  | 9 s 91  | 14 août 2016      | Rio de Janeiro | 6    |
| 2017  | 10 s 01 | 15 juin 2017      | Oslo           | 24   |
| 2018  | 10 s 15 | 28 avril 2018     | Des Moines     | 100  |
| 2019  | 9 s 90  | 28 septembre 2019 | Doha           | 10   |
| 2020  | 9 s 97  | 24 juillet 2020   | Clermont       | 4    |
| 2021  | 9 s 89  | 1er août 2021     | Tokyo          | 9    |
| 2022  | 10 s 05 | 16 juin 2022      | Oslo           | 55   |
| 2023  | 10 s 16 | 4 août 2023       | Memphis        | 153  |

| Année | Temps   | Date              | Lieu           | Rang |
| ----- | ------- | ----------------- | -------------- | ---- |
| 2013  | 20 s 72 | 30 juin 2013      | Windsor        |      |
| 2014  | 20 s 38 | 17 mai 2014       | Mesa           | 49   |
| 2015  | 19 s 88 | 24 juillet 2015   | Toronto        | 6    |
| 2016  | 19 s 80 | 17 août 2016      | Rio de Janeiro | 4    |
| 2017  | 20 s 01 | 8 juin 2017       | Rome           | 8    |
| 2018  | 20 s 46 | 4 mai 2018        | Doha           | 91   |
| 2019  | 19 s 87 | 6 septembre 2019  | Bruxelles      | 6    |
| 2020  | 20 s 24 | 25 juillet 2020   | Clermont       | 7    |
| 2021  | 19 s 62 | 4 août 2021       | Tokyo          | 2    |
| 2022  | 20 s 38 | 18 juin 2022      | Paris          | 81   |
| 2023  | 19 s 76 | 17 septembre 2023 | Eugene         | 5    |